# Saint Saviour (Jersey)
Saint Saviour (Jèrriais: St Saûveux / St Sauveur) ist eine der zwölf Gemeinden (Parishes) von Jersey. 
Die Gemeinde liegt im zentralen Teil der Insel und umfasst 5161 vergées (9 km², 8 % der Landfläche von Jersey) Nachbargemeinden sind Trinity im Nordwesten, Saint Martin im Norden und Nordosten und Grouville im Osten. Im Süden liegt Saint Clement. Eine Hauptgrenze geht gegen die Inselhauptstadt Saint Helier im Westen, für die das vor allem im Westen und Süden verstädterte Saint Saviour eine Art Vorort geworden ist. Einen kleinen Bereich der Südküste hat die Gemeinde in Le Dicq.
In St. Saviour hat der regierende Governor der States of Jersey seinen offiziellen Wohnsitz.

## Bevölkerungsentwicklung
| Jahr      | 1991   | 1996   | 2001   | 2011   |
| Einwohner | 12.747 | 12.680 | 12.491 | 13.580 |

Mit 13.580 Einwohnern im Jahr 2011 ist Saint Saviour die zweitgrößte Gemeinde Jerseys.

## Politik

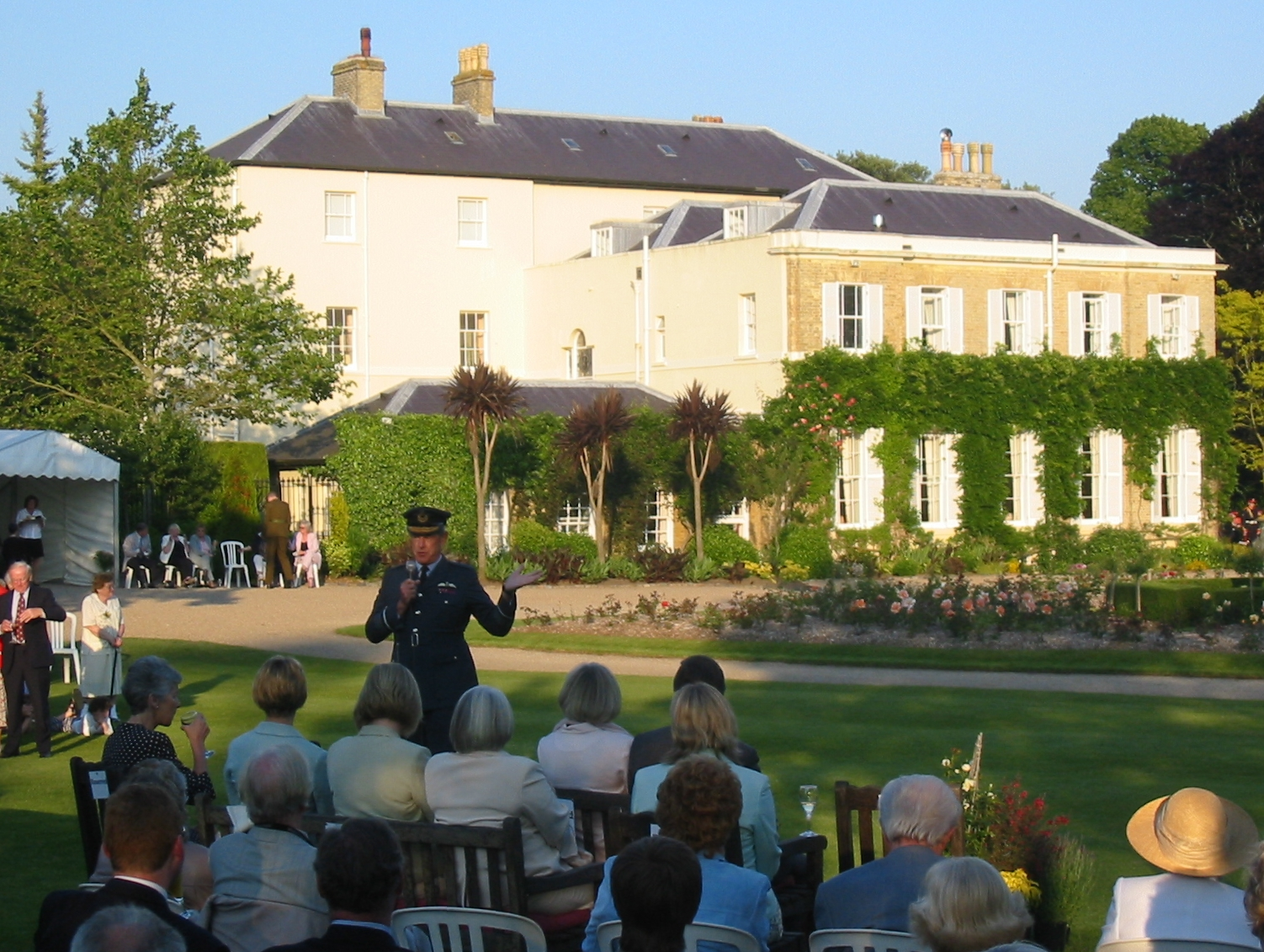
Das Government House in St. Saviour, offizieller Wohnsitz des Governors von Jersey

Die Gemeinde ist in sechs Gemeindeteile (vingtaines) eingeteilt:
- La Vingtaine de Maufant
- La Vingtaine de Sous la Hougue
- La Vingtaine des Pigneaux
- La Vingtaine de la Grande Longueville
- La Vingtaine de la Petite Longueville
- La Vingtaine de Sous l'Église

In Saint Saviour sind aufgrund der Bevölkerungszahl drei Wahlbezirke eingerichtet worden
- Wahlbezirk District No. 1 ist ausschließlich das Vingtaine de la Petite Longueville und wählt zwei Abgeordnete,
- Wahlbezirk District No. 2 ist ausschließlich das Vingtaine de Sous l'Église und wählt ebenfalls zwei Abgeordnete und
- Wahlbezirk District No. 3 sind die vier verbleibenden Vingtaines (de Maufant, de Sous la Hougue, des Pigneaux und de la Grande Longueville) für die Wahl eines bzw. einer Abgeordneten.

Alle Gemeinden von Jersey, demzufolge auch St. Saviour, haben eine Ehrenpolizei aus freiwilligen Mitgliedern, die, polizeiähnlich organisiert, bestimmte Rechte besitzen.

## Bildung
Saint Saviour verfügt über vier staatliche Grundschulen (Saint Saviour School, Grand Vaux, Plat Douet und St. Luke), mit Ausnahme von St. Luke sind den Schulen jeweils eine Kinderkrippe (nursery) angeschlossen. Daneben gibt es drei private Grundschulen (De la Salle, St. Michael's und FCJ Primary).
Als weiterführende Schulen gibt es staatlicherseits die Secondary Schools (in etwa Realschulen, bis zum 16. Lebensjahr) Grainville School sowie die Hautlieu School ab dem 14. Lebensjahr, wobei an dieser Aufnahmeprüfungen vorgeschrieben sind. Als ebenfalls staatliche weiterführende (secondary) Schulen, für die jedoch Schulgeld bezahlt werden muss, sind das Jersey College for Girls(nur für Mädchen). Private Secondary School ist das La Salle College für Jungen (ein vergleichbares für Mädchen befindet sich in St. Helier).
Das Highland College ist für weiterführende und höhere Ausbildung eingerichtet worden und bietet überdies ein University College an.

## Partnerschaft
Partnergemeinde von Saint Saviour ist die französische Gemeinde Villedieu-les-Poêles-Rouffigny (bis zum 31. Dezember 2015 Villedieu-les-Poêles) in der Normandie.

## Persönlichkeiten
- Lillie Langtry (1853–1929), Geliebte von König Eduard VII. wurde im Pfarrhaus von St. Saviour geboren und ging hier zur Schule. Ihre Urne wurde nach ihrem Tod in Monte Carlo in St. Saviour im Familiengrab beigesetzt. Ein Denkmal im Gemeindegarten erinnert an sie.
- Alexander Coutanche, Baron Coutanche (1892–1973), britischer Jurist und Politiker der Conservative Party, von 1935 bis 1961 Vogt (Bailiff) des Kronbesitzes Jersey, seit 1961 Mitglied des House of Lords, ist ebenfalls in Saint Saviour geboren.